# 宗村宗二
宗村宗二（日语：／ Munemura Muneji，1943年10月1日—），日本男子古典式摔跤运动员。他曾代表日本参加1968年夏季奥林匹克运动会摔跤比赛，获得男子古典式70公斤级金牌。